# درب کابین را بزن
درب کابین را بزن (به انگلیسی: Knock at the Cabin) یک فیلم ترسناک روان‌شناختی آخرالزمانی آمریکایی به نویسندگی، کارگردانی و تهیه‌کنندگی ام. نایت شامالان برای بلیندینگ ادج پیکچرز است. دیو باتیستا، روپرت گرینت، نیکی آموکا-برد، بن الدریج، ابی کوئین و جاناتان گروف در این فیلم به ایفای نقش پرداخته‌اند. داستان این فیلم از رمان کابین در انتهای دنیا اثر پل جی. ترمبلی از سال ۲۰۱۸ گرفته شده که نخستین اقتباس از آثار او محسوب می‌شود.
درب کابین را بزن در ۳۰ ژانویه ۲۰۲۳ در شهر نیویورک در سالن رز نمایش داده شد، و در ۳ فوریه توسط یونیورسال پیکچرز در ایالات متحده اکران شد. این فیلم عموماً نقدهای مثبتی از سوی منتقدان دریافت کرد، که از فضای فیلم و اجراهای بازیگران تمجید شد، اما فیلمنامه آن مورد انتقاد قرار گرفت.

## طرح داستان
در حین گذراندن تعطیلات در یک کابین دورافتاده، یک خانوادهٔ سه‌نفره ناگهان توسط چهار غریبه گروگان گرفته می‌شوند که از آنها می‌خواهند یکی از خود را برای جلوگیری از آخرالزمان قربانی کنند.

## بازیگران
- دیو باتیستا در نقش لئونارد[۶]
- جاناتان گروف در نقش اندرو
- بن الدریج در نقش اِریک[۷]
- نیکی آموکا-برد در نقش آدرین[۸]
- کریستین کوی در نقش وِن
- ابی کوئین در نقش سبرینا[۹]
- روپرت گرینت در نقش ردموند[۸]

## تولید
مشارکت بازیگران از دسامبر ۲۰۲۱ تا ژوئیه ۲۰۲۲ اعلام شد که شامل دیو باتیستا، روپرت گرینت، نیکی آموکا-برد، بن الدریج، جاناتان گروف، و ابی کوئین بودند. شامالان از بازی باتیستا در بلید رانر ۲۰۴۹ (۲۰۱۷) به عنوان دلیلی برای بازی در فیلم درب کابین را بزن نام برد. تصویربرداری اصلی در شهرستان برلینگتون، نیوجرسی، از ۱۹ آوریل تا ۱۰ ژوئن ۲۰۲۲، با فیلمبردار جارین بلاشکه انجام شد. شامالان فیلم را با لنزهای دهه ۱۹۹۰ فیلمبرداری کرد تا به آن ظاهری «هیجان‌انگیز قدیمی» بدهد. در طول پس از تولید، هردیس استفانسدوتیر موسیقی متن فیلم را ساخت.
این فیلم درجه R را از انجمن سینمایی آمریکا برای خشونت و زبان خود دریافت کرد و آن را به دومین فیلم شامالان تبدیل کرد که پس از اتفاق (۲۰۰۸) این درجه را دریافت می‌کند.

## انتشار
درب کابین را بزن در تاریخ ۳ فوریه ۲۰۲۳ توسط یونیورسال پیکچرز در سینماها اکران شد. انتشار در ابتدا برای ۱۷ فوریه تعیین شده بود.

## بازخورد

### فروش گیشه
تا تاریخ ۱۳ فوریه ۲۰۲۳، درب کابین را بزن ۳۵٫۴ میلیون دلار در ایالات متحده و کانادا، و ۱۹٫۴ میلیون دلار در مناطقِ دیگر جهان به دست آورده‌است، که در مجموع فروش جهانیِ ۵۴٫۸ میلیون دلار را نشان می‌دهد.
درب کابین را بزن در ایالات متحده و کانادا در کنار ۸۰ برای برادی اکران شد و پیش‌بینی شده‌بود که در آخر هفته افتتاحیه خود از ۳۶۰۰ سینما ۱۵ تا ۱۷ میلیون دلار فروش داشته باشد. این فیلم در نخستین روز اکران ۵٫۴ میلیون دلار فروش داشت که ۱٫۴۵ میلیون دلار آن از پیش‌نمایش‌های پنجشنبه‌شب بود. این فیلم به فروش ۱۴٫۲ میلیون دلاری ادامه داد و آواتار: راه آب را از جایگاه نخست گیشه آن هفته برکنار کرد.

### پاسخ انتقادی
در وبگاه جمع‌آوری نقد راتن تومیتوز، ٪۶۸ از ۳۰۳ بررسی منتقدان مثبت است و میانگینِ امتیاز آن ۶٫۳/۱۰ است. اجماع این وبگاه چنین می‌نویسد: «اگرچه اغلب آنقدر ترسناک نیست، و بخش‌هایی از داستان آن مورد بررسی دقیق قرار نمی‌گیرند، اما درب کابین را بزن یک چایشگر تفکر برانگیز و یکی از آثار سطح بالای شامالان است.» این فیلم در متاکریتیک که از میانگین وزنی استفاده می‌کند، بر اساس نظر ۶۰ منتقدین امتیاز ۶۳ از ۱۰۰ را کسب کرده که نشان‌گر «نقدهای عموماً مطلوب» است. تماشاگرانی که توسط سینماسکور مورد بررسی قرار گرفتند به فیلم نمره متوسط «C» را در مقیاس «A+» تا «F» دادند، در حالی که مخاطبان شرکت‌کننده در نظرسنجی پست‌ترک به آن ۵۶٪ نمره مثبت دادند و ۳۵٪ گفتند که قطعاً آن را توصیه می‌کنند.
نیک آلن در بررسی راجرایبرت.کام، به این فیلم امتیاز ۲ از ۴ ستاره را داد و فیلمبرداری را «غنی و خاکی» و نقش‌آفرینی باتیستا را ستود، اما به‌طور کلی فیلم را «ناامیدکننده و بیش از حد جدی» دانست و اشاره کرد که «شامالان احتمالاً باید از [ژانر] آخرالزمان دور بماند.»